# Astrochele lymani
Astrochele lymani is een slangster uit de familie Gorgonocephalidae.
De wetenschappelijke naam van de soort werd in 1878 gepubliceerd door Addison Emery Verrill.